# Шадув-Панський
Шадув-Панський (пол. Szadów Pański) — село в Польщі, у гміні Турек Турецького повіту Великопольського воєводства.
Населення — 208 осіб (2011).
У 1975-1998 роках село належало до Конінського воєводства.

## Демографія
Демографічна структура станом на 31 березня 2011 року:
|          | Загалом | Допрацездатний вік | Працездатний вік | Постпрацездатний вік |
| -------- | ------- | ------------------ | ---------------- | -------------------- |
| Чоловіки | 103     | 29                 | 69               | 5                    |
| Жінки    | 105     | 27                 | 60               | 18                   |
| Разом    | 208     | 56                 | 129              | 23                   |